# メーベルの身替り運転
『メーベルの身替り運転』(Mabel at the Wheel) は、1914年公開の短編サイレント映画。キーストン社による製作で、監督はメーベル・ノーマンドとマック・セネット。1971年に映画研究家ウノ・アスプランドが制定したチャールズ・チャップリンのフィルモグラフィーの整理システムに基づけば、チャップリンの映画出演10作目にあたる。
チャップリンが明確な悪役を演じた数少ない作品。この作品に登場するオートバイも、当時ハーレーダビッドソン（1903年創業）など企業が乱立し、一時代を築こうとしていた「新しい小道具」であった。
チャップリン出演映画としては初めての2巻ものの作品であり、また撮影中の騒動が遠因となって「映画監督チャップリン」が誕生するきっかけを作った作品でもある。

## あらすじ
あるオートバイのレース。メーベルは悪漢（チャップリン）を相棒としてレースに出場することとなった。悪漢はかっこつけようと小丘を飛び越えようとするがうまくいかず、後部座席のメーベルは水たまりの中に落ちる。メーベルは恥をかかされたと思ってライバルのレーサー（ハリー・マッコイ）に走り、悪漢は石を投げられて追い払われる。メーベルに逃げられた悪漢は子分を使ってレーサーを誘拐する。そして、レーサーに代わって自ら出場したメーベルに対し、悪漢と子分はあの手この手のさまざまな嫌がらせを試みる。しかし、レースはメーベルが優勝して祝福され、悪漢と子分は爆弾で吹っ飛ばされた。

## 背景・映画監督チャップリン誕生へ
チャップリンはキーストンにおいてこれまでヘンリー・レアマンとジョージ・ニコルズのメガホンのもとで映画を製作していたが、レアマン、ニコルズともにチャップリンのギャグを認めようとはせず、チャップリンはそれが不満で対立を繰り返していた。この事態を重く見たセネットは、相性が良いとみられていたメーベルに監督をさせ、チャップリンをそのもとに送り込むことを決断するが、これはこれでチャップリンに新しい不満の種を送り込むだけの結果となった。チャップリンは、3歳年下のメーベルに指図されるのが気に食わなかった。そして、新しい軋轢はロケ初日に表面化する。
ロサンゼルス郊外でのロケ初日、メーベルは「悪漢の車が横滑りする」という趣旨でチャップリンに水を撒くよう指示をする。しかし、チャップリンはこれでは面白くないと考えたのか、「ホースを踏んで水を止め、ホースを覗き込んだ拍子に足が離れて水がかかる」というギャグにしてはどうかと意見した。ギャグ自体はチャップリンのオリジナルではなく、映画創成期の1896年にリュミエール兄弟が製作した『水をかけられた撤水夫』に登場するものであった。ところが、メーベルは言うとおりにやれとしてチャップリンの提案を却下した。チャップリンは完全に拗ねて道端に座り込み、メーベルもカメラの前に座り込んでロケは完全に中断してしまった。クルーの中にはメーベルに恥をかかせたチャップリンに一発見舞ってやろうかという意見も飛び出したが、メーベルは何とかそれをなだめ、ロケを打ち切ってスタジオに戻ることとなった。
スタジオに戻って一息つくチャップリンに、愛人メーベルが非礼を受けたと聞いて激怒するセネットがやってきた。チャップリンとセネットの間で一件に関して口論となり、やがてセネットはドアを激しく締めて去っていった。チャップリン自身、またその周囲も「チャップリンはもはやキーストンにはいられない」と悟っていたが、翌日スタジオに出社してみると、メーベルもセネットももちろんクルーまで前日とは違う明るい態度でチャップリンに接してきた。ニューヨークから、「チャップリン映画が当たりに当たっているからもっとよこせ」との電報がセネットの元に届いていたのである。この電報がなかったら、セネットはチャップリンを週の終わりに解雇する予定であった。態度の急変の理由をチャップリンが知るのは数か月後のことであるが、ともかくチャップリンは作品をセネットの監修のもとで完成させることに同意した。
チャップリンはかねてから、自分で脚本を書いて監督してみたいという願望があったが、騒動の前にセネットに要望を出したものの却下されていた。和解したことに乗じて再びセネットに要望を出したところ、セネットは一度はためらったものの、監督作品が外れた場合は「自腹で1500ドル出して損失補てんしてもらう」という条件で許可を出した。「映画監督チャールズ・チャップリン」誕生の瞬間である。

## キャスト
- メーベル・ノーマンド：メーベル
- チャールズ・チャップリン：悪漢
- ハリー・マッコイ：カーレーサーで、メーベルの男友達
- チェスター・コンクリン：メーベルの父
- マック・セネット：いなか者
- アル・セント・ジョン（英語版）：悪漢の忠実な子分
- ジョー・ボルドー（英語版）：いかがわしい人物
- マック・スウェイン：観客
- ウィリアム・ハウバー（英語版）：メーベルの補助運転手

etc